# Jüdische Gemeinde Eschenau
Eine jüdische Gemeinde in Eschenau, einem Ortsteil von Obersulm im Landkreis Heilbronn im nördlichen Baden-Württemberg, hat nach dem Nachweis einzelner Juden bis zurück ins 17. Jahrhundert insbesondere ab dem 18. Jahrhundert bestanden. Die Gemeinde war ab 1832 zunächst Filialgemeinde der Jüdischen Gemeinde Affaltrach, später eigene Gemeinde mit Filialgemeinde in Öhringen, besaß eine eigene Synagoge und hatte um 1850 ihre größte Mitgliederzahl, die im späten 19. Jahrhundert durch Ab- und Auswanderung jedoch merklich zurückging. Die Gemeinde erlosch in der Zeit des Nationalsozialismus. 1941/42 wurden nochmals über 100 ältere Juden im Schloss Eschenau einquartiert, bevor sie im Zuge der Deportation deutscher Juden in Vernichtungslager verschleppt wurden.

## Geschichte
Nachdem es 1658, 1672 und 1680 nur vereinzelt Hinweise auf Juden in dem verschiedenen reichsritterschaftlichen Familien gehörenden Ort Eschenau gegeben hatte, entwickelte sich eine größere jüdische Gemeinde erst im Verlauf des 18. Jahrhunderts. Die Eschenauer Juden besuchten zunächst die alte Synagoge im Nachbarort Affaltrach, wo auf dem dortigen Affaltracher Jüdischen Friedhof auch ihr Begräbnis war. Das Verhältnis zwischen Eschenauer und Affaltracher Juden war jedoch stets gespannt, und es kam zu zahlreichen Streitigkeiten, in die auch die jeweiligen Ortsherrschaften verwickelt wurden. 1795 erwarb die jüdische Gemeinde in Eschenau ein Gartengrundstück in der Reitgasse (heute: Treutlingerstr. 9) zum Bau einer eigenen Eschenauer Synagoge, die 1797 fertiggestellt war und neben dem Synagogenraum eine kleine Vorsängerwohnung sowie eine Mikwe (rituelles Tauchbad) im Keller aufwies. Das Gebäude diente außerdem zeitweilig auch als israelitische Konfessionsschule.
1807 lebten 55 Juden in Eschenau, die Gemeinde wuchs bis 1845 auf 115 Personen an. Als 1832 die israelitischen Religionsgemeinschaften neu geordnet wurden, kam Eschenau als Filiale von Affaltrach zum Bezirksrabbinat Lehrensteinsfeld, was zu erneuten Streitigkeiten führte, da sich in Affaltrach die Notwendigkeit eines kostspieligen Synagogenneubaus abzuzeichnen begann, den die Eschenauer Gemeinde hätte mitfinanzieren müssen. Die Eschenauer Gemeinde erhielt 1834 das Recht auf eigene Filialgottesdienste und wurde 1849/50 schließlich wieder von Affaltrach entbunden. Eschenau wurde daraufhin selbstständige israelitische Religionsgemeinde, der in der zweiten Hälfte des 19. Jahrhunderts eine Zeit lang noch die 1869 neugebildete jüdische Gemeinde Öhringen als Filiale zugeteilt war. Im Bereich der israelitischen Konfessionsschule kam es dennoch zur Zusammenarbeit mit Affaltrach, indem man ab 1880 eine gemeinsame Schule betrieb, die bis 1887 ihren Sitz in Eschenau hatte.
Die Gemeindegröße ging ab der Mitte des 19. Jahrhunderts durch Ab- und Auswanderung stetig zurück. 1869 gehörten 81 Juden zur Eschenauer Gemeinde, 1900 noch 19 und 1933 noch sieben. Die Synagoge wurde 1904 verkauft, nachdem um 1900 die Konfessionsschulen aufgelöst worden waren.

## Nationalsozialistische Verfolgung
Nachdem eine Jüdin 1934 verstorben und eine fünfköpfige Familie 1936 ausgewandert war, wurde 1941 die letzte Eschenauer Jüdin im Zuge der Deportation deutscher Juden nach Riga verschleppt. 1941/42 wurden über 100 ältere, zumeist aus Stuttgart stammende Juden im Eschenauer Schloss einquartiert, von wo aus sie später größtenteils auch der Deportation zum Opfer fielen. Elf dieser Personen sind noch vor der Deportation in Eschenau verstorben und wurden auf dem Jüdischen Friedhof in Affaltrach beigesetzt.
Das Gedenkbuch des Bundesarchivs verzeichnet 11 in Eschenau geborene jüdische Bürger, die dem Völkermord des nationalsozialistischen Regimes zum Opfer fielen.

## Bürgerliche Namen
Als alle Juden in Württemberg 1828 erbliche Familiennamen annehmen mussten, nahmen die 23 Familienvorstände der Eschenauer Juden folgende Namen an: Rosenberg (5), Ullmann (4), Neumann (3), Gronauer (2), Bamberger (1), Berliner (1), Calmann (1), Edlinger (1), Falk (1), Falkenauer (1), Lindner (1), Löwenstein (1), und Rotschild (1).